# Bataille d'Horodok
Guerre russo-polonaise (1654-1667)
Batailles
- Smolensk
- Chklow
- Szepielewicze
- Ochmatów
- Vilnius
- Horodok
- Ozerna
- Verkiai
- Miadzel
- Konotop
- Liakhavitchy
- Połonka
- Lioubar
- Słobodyszcze
- Bassia
- Tchoudniv
- Kuszliki
- Hloukhiv
- Stawiszcze

La bataille d'Horodok ou de Grodek Jagiellonski se déroula le 29 septembre 1655 lors de la guerre russo-polonaise qui opposa la république des Deux Nations au tsarat de Russie de 1654 à 1667.

## Localisation
La bataille eut lieu près de Grodek Jagiellonski (aujourd'hui Horodok (oblast de Lviv)), dans l'actuelle Ukraine (à l'époque république des Deux Nations).

## Déroulement et issue
Les forces russes et cosaques - commandées par Vassili Borissovitch Cheremetiev et Bogdan Khmelnitski - y attaquèrent une petite troupe de Polonais et de Lituaniens dirigée par Stanisław Rewera Potocki. Les forces de la république des Deux Nations furent défaites et forcées de se replier, laissant leur approvisionnement aux Russes. Les forces russo-cosaques avancèrent et assiégèrent la ville de Lviv.